# Lauregno
Lauregno (Laurein) é uma comuna italiana da região do Trentino-Alto Ádige, província de Bolzano, com cerca de 361 habitantes. Estende-se por uma área de 14 km², tendo uma densidade populacional de 26 hab/km². Faz fronteira com Brez (TN), Cagnò (TN), Castelfondo (TN), Cloz (TN), Proves, Revò (TN), San Pancrazio, Ultimo.

## Demografia
| Variação demográfica do município entre 1861 e 2011                               |
|                                                                                   |
| Fonte: Istituto Nazionale di Statistica (ISTAT) - Elaboração gráfica da Wikipedia |